# Bělá pod Bezdězem
Pour les articles homonymes, voir Bělá.
Bělá pod Bezdězem (en allemand : Weisswasser) est une ville du district de Mladá Boleslav, dans la région de Bohême-Centrale, en Tchéquie. Sa population s'élevait à 4 827 habitants en 2024.

## Géographie
Bělá pod Bezdězem est arrosée par la Bělá, un affluent de la Jizera, et se trouve à 13 km au nord-ouest de Mladá Boleslav et à 55 km au nord-est de Prague.
La commune est limitée par Ralsko au nord, par Dolní Krupá et Bakov nad Jizerou à l'est, par Hrdlořezy, Čistá, Plužná, Katusice et Sudoměř au sud, et par Březovice et Bezděz à l'ouest. Le quartier de Bezdědice est séparé du reste de la commune par Březovice.

## Histoire
L'origine de la localité est le village de Bezděz fondé en 1264. En raison du manque d'eau, il dut être déplacé en 1304 au bord de la rivière Bělá et reçut le nom de Nový Bezděz.

## Administration
La commune se compose de trois sections :
- Bělá pod Bezdězem
- Březinka
- Vrchbělá

## Galerie

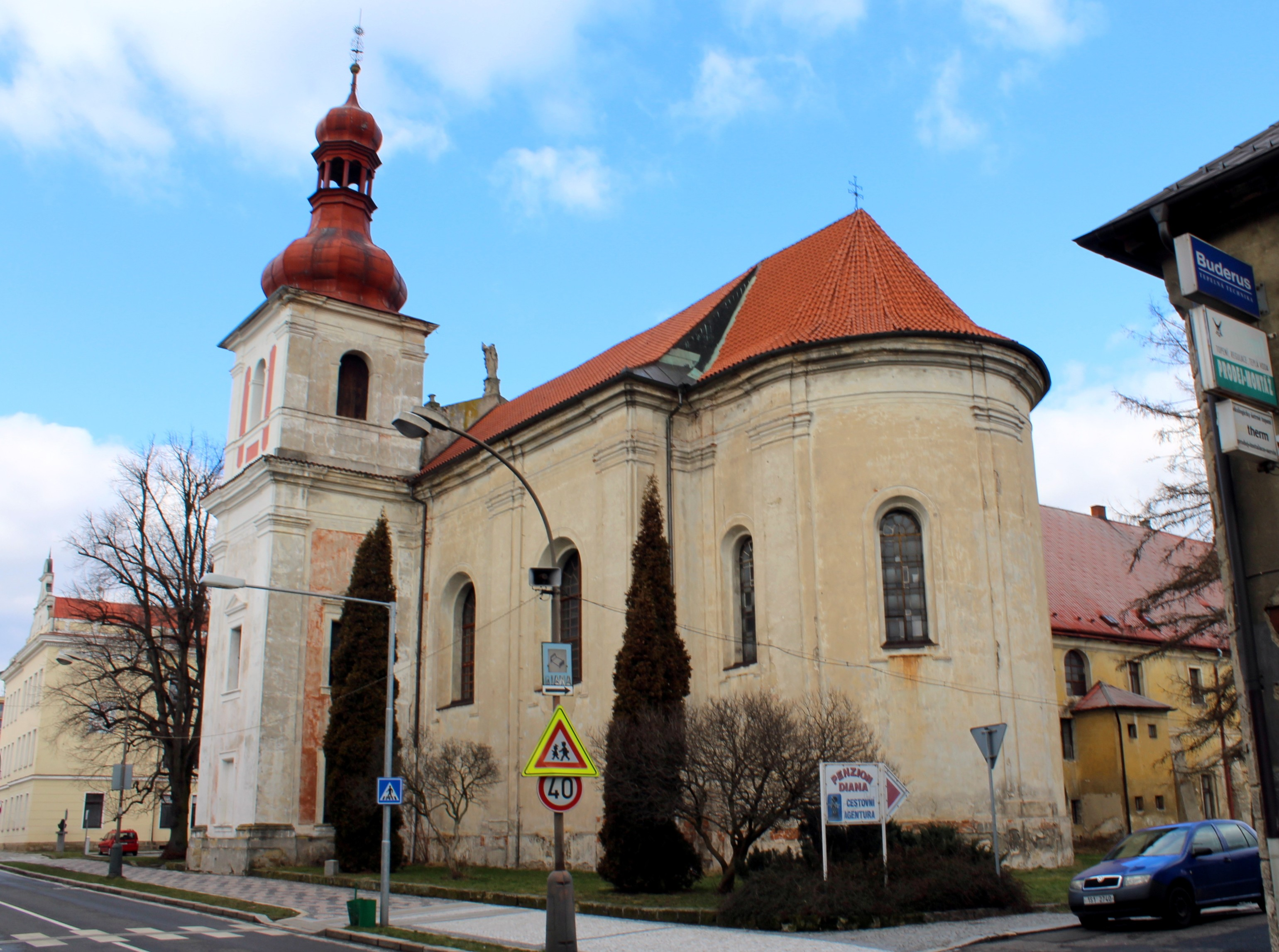
Église Saint-Venceslas.
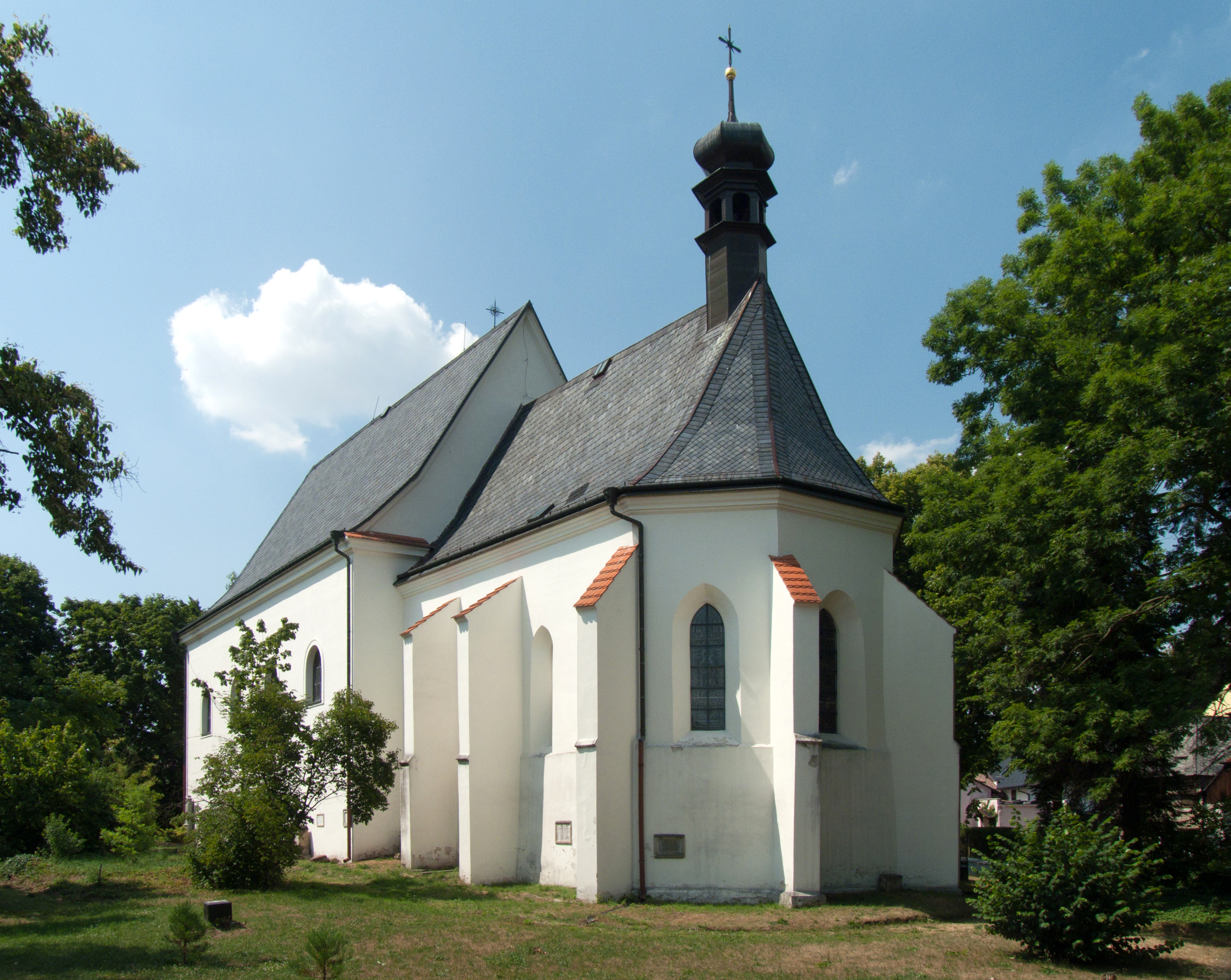
Église de l'Exaltation de la Sainte-Croix.

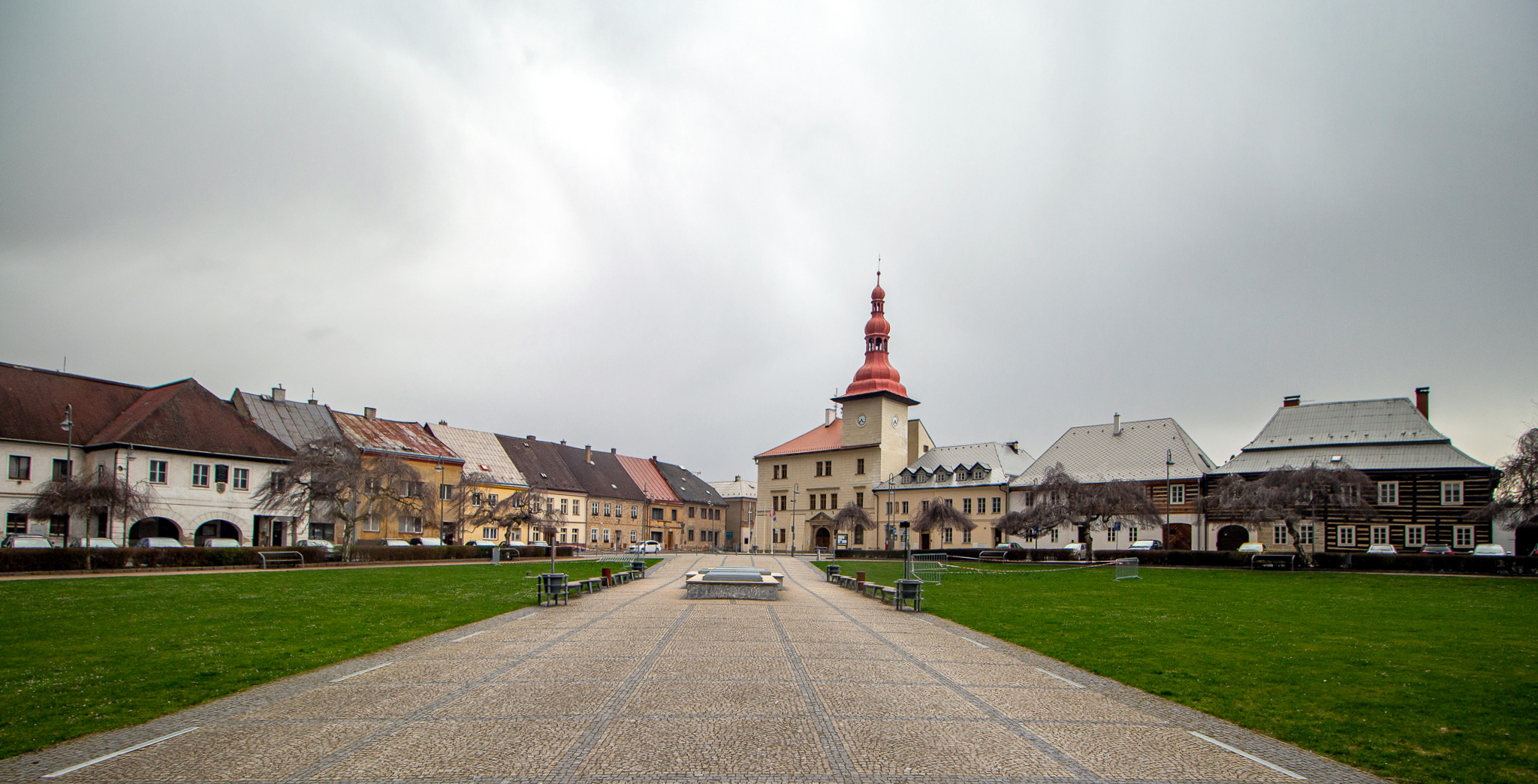
Place Masaryk.

## Transports
Par la route, Bělá pod Bezdězem se trouve à 14 km de Mladá Boleslav et à 75 km du centre de Prague.

## Personnalités
- Václav Trégl (1902-1979), acteur, y est né.
- Vladimír Holan (1905-1980), poète.
- Luděk Pachman (1924-2003), joueur d'échecs tchèque puis allemand.

## Jumelage
- Groß-Bieberau (Allemagne)